# 東海工業専門学校金山校
東海工業専門学校金山校（とうかいこうぎょうせんもんがっこう かなやまこう）は、愛知県名古屋市中区金山二丁目にある私立専修学校。
愛知産業大学造形学部建築学科（通信教育部）を行っている。東海工業専門学校熱田校には、高等課程のみ設置。

## 沿革
- 1952年 - 前身となる名古屋高等無線電信学校が開校。
- 1959年 - 学校法人化。
- 1961年 - 東海製図技術学校設立。
- 1970年 - 東海工業専門学院と改称。
- 1975年 - 東海工業専門学校と改称。
- 1976年 - 専修学校認可。
- 1995年 - 東海工業専門学校金山校開校。従来の東海工業専門学校は東海工業専門学校熱田校と改称。
- 2004年 - あいち建築デザイン専門学校と改称。 熱田校は東海工業専門学校と改称。
- 2008年 - あいち建築デザイン専門学校は東海工業専門学校金山校、東海工業専門学校は東海工業専門学校熱田校と改称。
- 2014年 - 文部科学大臣により、「建築工学科」「建築設備科」「大工技術科」「インテリアデザイン科」「土木工学科」「測量設計科」が職業実践専門課程として認定。

## 設置学科
- 建築工学科
- 建築設備科
- 大工技術科
- インテリアデザイン科
- 建築ライセンス科
- 建築ライセンス本科
- 建築工学科（夜間部）
- 土木工学科
- 測量設計科
- 測量科（測量士補を卒業と同時に無試験で取得可。また、入学するときに測量に携わっている一定の時間、期間などの実績があれば卒業時に測量士を無試験で取得可。）
- 測量研究科（測量士を卒業と同時に無試験で取得可。入学には測量士補を持っていることが条件。）

## 主な取得資格・目標資格
- 一級建築士
- 二級建築士
- 木造建築士
- 測量士
- 測量士補
- 1級・2級（建築・管工事・土木・造園・電気工事）施工管理技士
- インテリアプランナー
- 建築設備士
- 設備士（空気調和・衛生）
- 給水装置工事主任技術者
- 大工技能士
- 補償業務管理士
- 商業施設士　ほか

## 行事
- レクリエーションDay（5月）
- 寮対抗球技大会（5月）
- 海外研修（7月）
- 夏期校外実習（7月）
- 夏期測量実習（7月・8月）
- 体育祭（10月）
- 学校祭（12月）
- 冬期測量実習（12月）
- 卒業研究（1月）
- スキー・スノーボード研修（2月）
- 卒業制作展（3月）
- 卒業旅行（3月）

## 交通アクセス
- JR・名鉄・地下鉄「金山総合駅」下車、北へ徒歩で約4分。

## 電波学園姉妹校
学校法人電波学園は、以下の学校を運営している。
- 愛知工科大学
- 愛知工科大学自動車短期大学
- 名古屋工学院専門学校
- あいちビジネス専門学校
- あいち造形デザイン専門学校
- あいち福祉医療専門学校
- 名古屋外語・ホテル・ブライダル専門学校（2012年（平成24年）4月より「名古屋外語専門学校」から校名変更）
- あいち情報専門学校
- ぎふ国際高等学校